# Рахимов, Камилджан Рахимович
Камилджан Рахимович Рахимов (Комилжон Рахимов) (1946—2019) — узбекский политический деятель, первый министр связи независимого Узбекистана, заместитель премьер-министра по транспорту и связи.

## Биография
Родился 23 февраля 1946 года в Ургенче. Окончил Ташкентский электротехнический институт связи (1969), служил в войсках связи Забайкальского военного округа.
С 1971 по 1981 год работал в должностях от главного инженера Ургенчского телефонного узла связи до начальника Хорезмского областного почтово-телеграфного узла связи.
С сентября 1981 года заместитель министра, с января 1985 года — министр связи Узбекской ССР. В 1995—1998 гг. заместитель премьер-министра Узбекистана по транспорту и связи.
В последующем — генеральный директор компании «Узбекистон почтаси» и советник гендиректора (на правах первого заместителя) «Камалак-ТВ».
Заслуженный работник связи Узбекистана (1996).
Умер 16 мая 2019 года, похоронен в Ургенче.